# Захоплення Джерби (1520)
Захоплення Джерби — іспанська військова експедиція 1520 року проти острова Джерба в Тунісі. Іспанський флот висадив на острів понад 10-тисячну армію на чолі з Уго де Монкада, похід якої закінчився капітуляцією шейха острова, який став васалом і данником імператора Карла V.

## Передумови

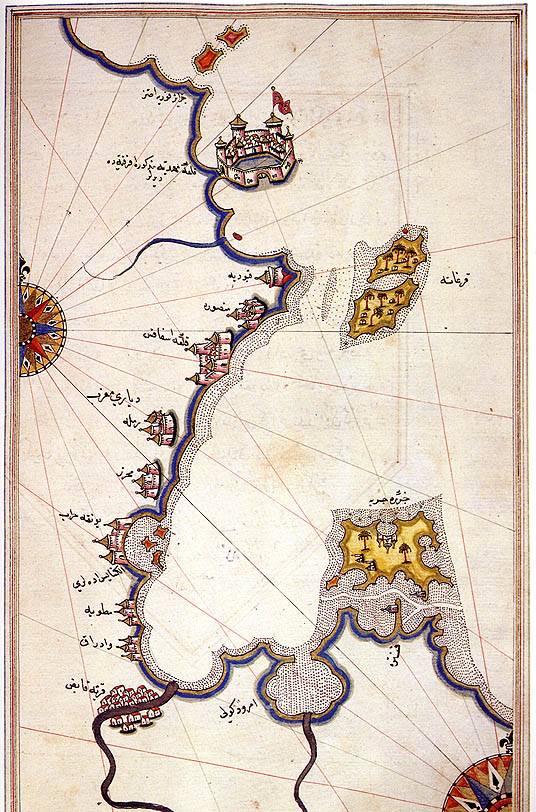
Карта османського адмірала Пірі-реїса з узбережжям Іфрикії та островом Джерба (жовтим)

У 1510 році, під час правління Фернандо II Арагонського, Гарсія Альварес де Толедо-і-Зуніга намагався взяти острів. Його експедиція зазнала невдачі і стала відомою іспанською мовою як катастрофа на Джербі («Desastre de los Gelves»). Карл V також відправив невдалу експедицію в Алжир на чолі з Уго де Монкада в 1519 році і в тому ж році Уго де Монкада був розбитий на морі корсарами. Острів Джерба номінально відносився до хафсідського султанату (халіфату) в Іфрікії, яким на момент нападу іспанців правив Мухаммад IV аль-Мутавакіль, але фактично він знаходився під контролем берберських корсарів Арудж-реїса та його брата Хайр-ад-Діна Барбароси.
У 1519 р. Карл V вирішив підготувати експедицію для захоплення острова та ліквідації загрози піратства. Командування флотом отримав віце-король іспанської Сицилії Уго де Монкада з титулом головного капітана. Влітку 1519 року в Барселоні, Валенсії, Картахені та Малазі проводилася підготовка, а після зустрічі кораблів на Ібіці та Форментері, вони перезимували на Сицилії. У середині квітня 1520 флот вийшов в напрямку берегів Тунісу. Монкада прибув до Джерби з 13 галерами, 70 кораблями та з військом чисельністю від 10 до 13 тисяч солдатів.

## Битва
Після висадки армії приблизно в 30 кілометрах від замку Джерби, 28 травня розпочався похід проти острова. На іспанців напала армія шейха Саїда, що складалася з десяти або дванадцяти тисяч піхотинців і двохсот кіннотників. Незважаючи на початкові складнощі, Уго де Монкада та фламандські лицарі під його командуванням змогли дати відсіч своїм ворогам, які були змушені рятуватись втечею. В результаті нападу місцеві війська втратили близько 500 чоловік, тоді як іспанці втратили 200 піхотинців та 60 вершників.
Перепочивши деякий час, армія Монкади відновила свій наступ і укріпилась на пагорбі на півдорозі до замку. Розуміючи марність подальшого самостійного спротиву і не сподіваючись на допомогу халіфа з Тунісу, шейх Саїд розпочав переговори і незабаром капітулював.

## Наслідки
На острові терміново була зведена нова іспанська фортеця в якій залишився іспанський гарнізон. Шейха не було позбавлено влади, але він став данником Іспанії, погодившись платити суму в 12 000 франків на рік та утримуючи острів без корсарів.